# Evald Mahl
Pour les articles homonymes, voir Mahl.
Evald Mahl, né le 14 avril 1915, à Tartu, en Estonie et décédé le 18 janvier 2001, à Des Moines, aux États-Unis, est un ancien joueur estonien de basket-ball.